# Frederick Charles Frank
Sir Frederick Charles Frank OBE FRS (6. marts 1911 – 5. april 1998), kendt som Sir Charles Frank, var en britisk teoretisk fysiker. Han er bedst kendt for sit arbejde med krystaldislokation, inklusive ideen med Frank–Read-kilde ved dislokationer (med Thornton Read). Han foreslog også cyclol-reaktionen i midten af 1930'erne, og lavede mange andre birag til faststoffysik, geofysik og teori om flydende krystaller.